# Theologie und Philosophie
Theologie und Philosophie war eine deutsche theologische und philosophische Fachzeitschrift.

## Erscheinungsweise
Theologie und Philosophie wurde 1926 unter dem Namen »Scholastik« gegründet und erschien seit 1966 unter ihrem neuen Namen, 2020 im 95. und letzten Jahrgang, und zwar jährlich vier Mal im Umfang von ca. 160 Seiten.
Die beiden Fachzeitschriften Theologie und Philosophie (ThPh) und Zeitschrift für katholische Theologie (ZKTh) wurden 2021 in der Zeitschrift für Theologie und Philosophie (ZTP) im Format eines Online-Fachjournals zusammengelegt und weitergeführt. Die ZTP wird inhaltlich getragen von der Philosophisch-Theologischen Hochschule Sankt Georgen in Frankfurt am Main, der Hochschule für Philosophie in München und der Katholisch-Theologischen Fakultät der Universität Innsbruck.

## Inhalt
Die Zeitschrift hatte sich zum Ziel gesetzt, die theologische und philosophische Forschung sowohl durch systematische als auch historische Untersuchungen zu fördern. Dieser Aufgabe dienten längere »Abhandlungen«, kürzere »Beiträge« und der umfangreiche, etwa ein Drittel des jeweiligen Heftes umfassende Teil mit Rezensionen.

## Herausgeber
Die »Scholastik« wurde von den Professoren des Ignatiuskollegs in Valkenburg herausgegeben. ThPh wurde herausgegeben von den Professoren der Philosophisch-Theologischen Hochschule Sankt Georgen in Frankfurt am Main und der Hochschule für Philosophie in München.

## Schriftleitung und Redaktion
Die Hauptschriftleiter waren:
- Hermann Lange (1926–1936)[6]
- Heinrich Weisweiler[7] (1936–1964)
- Alois Grillmeier (1964–1977)
- Hermann Josef Sieben (1977–2003)
- Werner Löser (2003–2013)
- Johannes Arnold (2013–2018)
- Stephan Herzberg (2018–2020)

## Bekannte Autoren
Autoren von Artikeln und Rezensionen waren anfangs vor allem Professoren der Philosophisch-Theologischen Hochschule Sankt Georgen in Frankfurt am Main und der Hochschule für Philosophie in München, darunter die Philosophen August Brunner, Walter Brugger, Walter Kern, Artur Landgraf, Johannes Lotz, Caspar Nink, Helmut Ogiermann, Hans-Ludwig Ollig, Jörg Splett, Josef de Vries, Kurt Wuchterl, die Theologen Heinrich Bacht, Johannes Beumer, Alois Grillmeier, Bruno Schüller, Otto Semmelroth, Hans Wolter, und als Sozialethiker Oswald von Nell-Breuning.